# Lingua fula
La lingua fula o peul o fulah o fulani (nome in fula: fulfulde, alfabeto adlam: 𞤊𞤵𞤤𞤬𞤵𞤤𞤣𞤫) è una macro-lingua atlantica dell'Africa occidentale.
Al 2022, è parlata da oltre 32 milioni di parlanti totali. Ethnologue (2022) offre i seguenti dati sulle quattro maggiori varietà di fula: fula adamawa (5,7 milioni), fula nigeriano (16,6 milioni), pulaar (5,4 milioni) e pular (4,8 milioni).

## Classificazione
Secondo Ethnologue e lo standard ISO 639, la lingua fula è una macrolingua i cui membri sono:
- Lingua fulfulde adamawa (codice ISO 639-3 fub)
- Lingua fulfulde bagirmi (fui)
- Lingua fulfulde borgu (fue)
- Lingua fulfulde del Niger occidentale (fuh)
- Lingua fulfulde del Niger centro-orientale (fuq)
- Lingua fulfulde maasina (ffm)
- Lingua fulfulde nigeriana (fuv)
- Lingua pulaar (fuc)
- Lingua pular (fuf)